# Anzu (dinosaure)
Anzu wyliei
Genre
Espèce
Anzu (du nom de Anzû, un démon à plumes de la mythologie mésopotamienne), est un genre éteint de dinosaures oviraptorosaures de la fin du Crétacé supérieur, qui vivait au Dakota du Nord et au Dakota du Sud (États-Unis), il y a environ 66 millions d'années. La seule espèce et espèce type est Anzu wyliei.

## Description

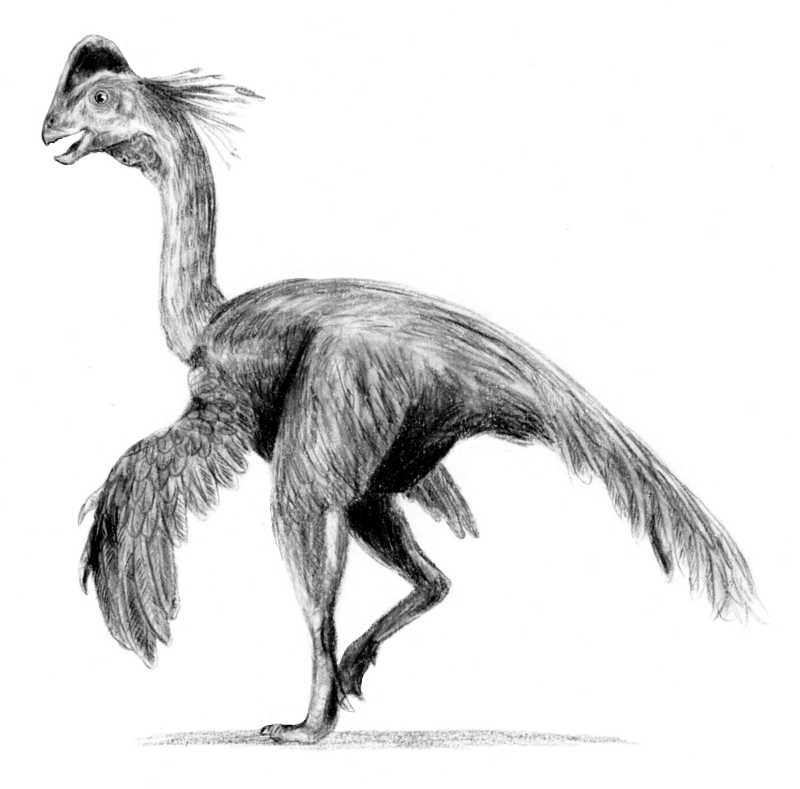
Vue d'artiste d'Anzu wyliei.

Anzu wyliei avait un bec édenté, une grande crête osseuse sur le crâne, de longs bras se terminant par des griffes fines et presque rectilignes, de longues pattes puissantes munies d'orteils effilés et une très longue queue. Cet animal devait faire environ 3 m de long et pesait autour de 300 kg, ce qui en fait un des plus grands oviraptorosaures connus et le plus grand d'Amérique du Nord (bien que Gigantoraptor, un oviraptorosaure mongol géant, soit beaucoup plus grand).
Lorsque Anzu a été décrit, plusieurs autapomorphies (des caractères dérivés spécifiques) ont été constatés sur le spécimen type. Il a une haute crête en forme de croissant sur le crâne, formée par les branches supérieures des prémaxillaires. Le condyle occipital est plus large que le foramen magnum. La partie antérieure de la mâchoire inférieure, fusionnée avec son homologue, présente une bride saillante sur son côté externe. La structure rétro-articulaire, à l'arrière de la mâchoire inférieure, est presque aussi longue que la surface articulaire de la mâchoire. L'extrémité inférieure du radius est divisée en deux structures arrondies. La première phalange du deuxième doigt présente une dépression le long de l'arête inférieure de son côté interne. La face antérieure de l'astragale a un tubercule à la base de son processus ascendant.
Quatre autapomorphies possibles supplémentaires ont été identifiées sur les spécimens de référence. Le corps principal du maxillaire n'a pas de dépression autour de la fenêtre antéorbitaire. La branche nasale du maxillaire est allongée et a la forme d'un L inversé. La branche du jugal vers le quadratojugal descend à la verticale. Cette même branche est fourchue à son extrémité arrière.

## Histoire de la découverte

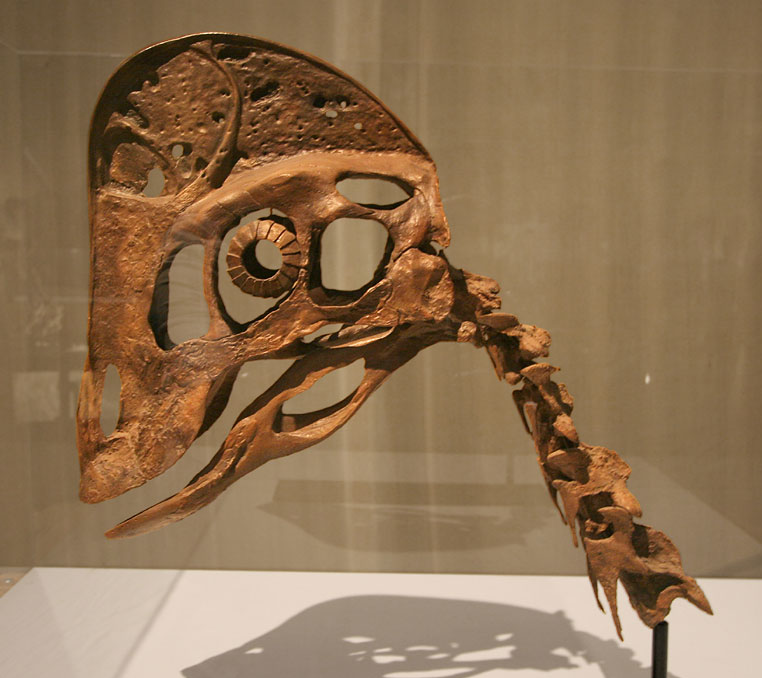
Tête et cou reconstruits.

Plusieurs grands squelettes de la formation de Hell Creek du Maastrichtien supérieur du Montana et du Dakota du Sud ont été d'abord attribués à des Chirostenotes, mais des études plus récentes ont conclu que l'on avait affaire à des représentants de nouvelles espèces. En 1998, Fred Nuss, de Nuss Fossils, a trouvé deux nouveaux fossiles dans le comté de Harding (Dakota du Sud). Ils ont été préparés par Michael Triebold, de Triebold Paleontology. L'un d'eux, le spécimen holotype CM 78000, a reçu le nom binomial Anzu wyliei en mars 2014. Le nom générique est dérivé de celui du démon ailé sumérien Anzû. Le nom spécifique, wyliei, honore Wylie J. Tuttle, le petit-fils de l'un des bailleurs de fonds du musée.
Un autre squelette trouvé par Fred Nuss, CM 78001, a été attribué à la même espèce, comme le squelette fragmentaire MRF 319 et le fragment de mâchoire inférieure arrière FMNH PR 2296. Ces quatre fossiles trouvés à Hell Creek forment ensemble un squelette assez complet d'Anzu wyliei. Trois chercheurs, Emma R. Schachner (d), de l'Université de l'Utah, Matthew Carl Lamanna (d), du Carnegie Museum of Natural History, et Tyler R. Lyson (d), de la Smithsonian Institution à Washington (DC), se sont rendu compte en 2005 qu'ils avaient chacun des squelettes partiels de la même espèce et ont commencé à collaborer pour l'étudier, aidés par Hans-Dieter Sues, paléontologue au National Museum of Natural History de la Smithsonian Institution. Les principaux fossiles sont conservés par le Carnegie Museum of Natural History, à Pittsburgh.
L'espèce type est remarquable en ce qu'elle est le premier exemple d'un oviraptorosaure d'Amérique du Nord parvenu à nous dans un bon état de conservation. D'après Hans-Dieter Sues, paléontologue au National Museum of Natural History de la Smithsonian Institution, à Washington (DC), « depuis près de cent ans, la présence d'oviraptorosaures en Amérique du Nord n'était connue que par quelques morceaux de squelette, et les détails de leur apparence et de leur biologie demeuraient mystérieux. Grâce à la découverte d'Anzu wyliei, nous avons enfin la preuve fossile qui nous permet de voir à quoi cette espèce ressemblait et comment elle est apparentée à d'autres dinosaures ». L'apparence redoutable de cette créature, « une grande crête sur le crâne, un bec, pas de dents et un squelette qui ressemble vraiment à celui d'un oiseau », lui a valu d'être surnommée par plaisanterie le « poulet de l'enfer » dans les communiqués de presse qui ont suivi sa première publication.

## Phylogénie
Anzu a été classé dans les Oviraptorosauria, parmi les Caenagnathidae. Une analyse cladistique a montré qu'il pourrait être une espèce-sœur de Caenagnathus.
On s'attendait à trouver des oviraptorosaures aussi bien en Amérique du Nord qu'en Asie, les deux continents étant à l'époque reliés par un isthme, mais la découverte d'Anzu wyliei montre que les oviraptorosaures d'Amérique du Nord étaient plus étroitement apparentés les uns aux autres qu'ils ne l'étaient à leurs homologues d'Asie.

## Paléobiologie

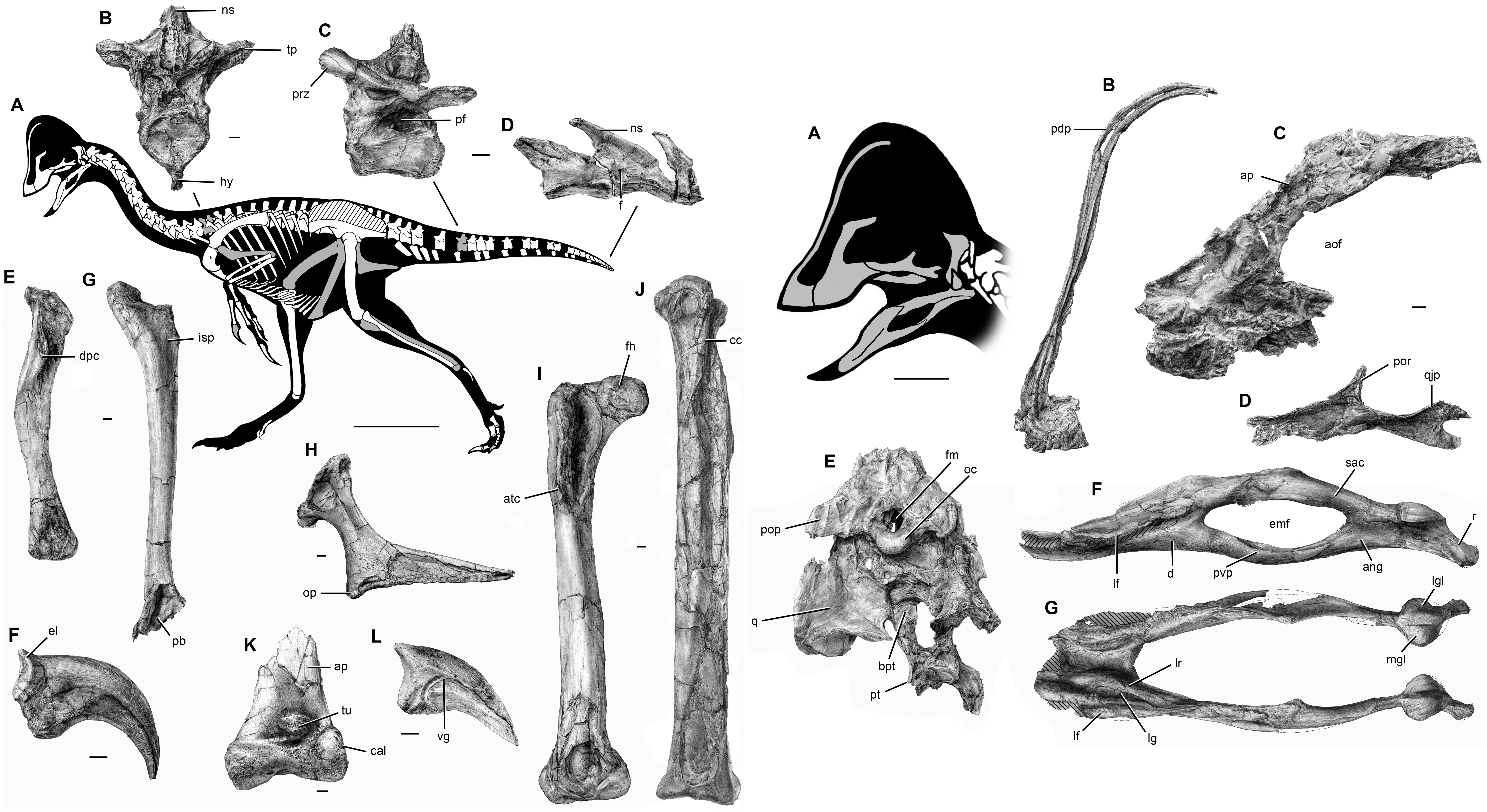
Illustrations d'éléments sélectionnés des deux spécimens du Carnegie Museum.

Anzu était probablement un omnivore ou un herbivore, bien que son bec ne soit pas aussi robuste que celui des Oviraptoridae asiatiques.  Les fossiles d'Anzu wyliei ont été trouvés dans de un calcaire de type mudstone, formé par des dépôts sédimentaires sur d'anciennes plaines inondables. Ces conditions de fossilisation montrent que cette espèce a probablement eu un mode de vie très différent de ses homologues asiatiques, qui vivaient dans des conditions arides ou semi-arides. Son mode de vie, d'après Stephen Brusatte, de l'Université d'Edimbourg, était celle d'un « coureur rapide, écologiquement généraliste, qui ne correspond pas vraiment aux schémas habituels des dinosaures carnivores ou herbivores ».
Bien qu'un certain nombre de ses caractéristiques aient été semblables à ceux des oiseaux modernes, ce n'était pas un dinosaure avien et sa lignée s'est éteinte lors de l'extinction Crétacé-Tertiaire, il y a 66 millions d'années, avec la quasi-totalité des autres dinosaures. Matthew Lamanna, du Carnegie Museum of Natural History, explique qu' « il pourrait avoir eu beaucoup de comportements typiques d'un oiseau. Quand les gens pensent à un dinosaure, ils pensent à quelque chose comme un T. rex ou un brontosaure, et quand ils pensent à un oiseau, ils pensent à quelque chose comme un moineau ou un poulet. Cet animal, Anzu, a une mosaïque de caractères de ces deux groupes, et il nous offre ainsi un très joli maillon dans la chaîne de l'évolution ».
La fonction de la grande crête d'Anzu n'est pas comprise. Sues note qu'elle « est très grande et constituée d'os mince comme du papier, de sorte qu'elle ne pouvait pas bien résister aux chocs. Tous les oviraptosaures ont cette crête mais A. wyliei a certainement la plus grande. La fonction la plus probable est la parade, pour se mettre en valeur aux yeux des membres de sa propre espèce. Le casoar australien a une crête similaire dont on pense qu'elle sert à attirer des partenaires sexuels : il est donc possible qu'A. wyliei ait utilisé sa crête d'une manière analogue. » Les fossiles présentent des traces de blessures, dont une côte cassée cicatrisée et un orteil arthritique qui était probablement le résultat d'un tendon arraché loin de l'os (une fracture à avulsion). On ne sait pas si ça signifie que ces animaux se sont battus entre eux, ou qu'ils ont été blessés par des prédateurs.

## Publication originale
- (en) Matthew C Lamanna, Hans-Dieter Sues, Emma R Schachner et Tyler R Lyson, « A New Large-Bodied Oviraptorosaurian Theropod Dinosaur from the Latest Cretaceous of Western North America », PLOS One, PLoS, vol. 9, no 3,‎ 19 mars 2014, e92022 (ISSN 1932-6203, OCLC 228234657, PMID 24647078, PMCID 3960162, DOI 10.1371/JOURNAL.PONE.0092022, lire en ligne).